# Валлианос, Теодорос
Теодорос Валлианос (греч. Θεόδωρος Βαλλιάνος; 1796, Таганрог, Российская империя — 8 апреля 1857, Афины Греческое королевство) — российский и греческий офицер XIX века, переводчик. Участник Греческой революции, «Пионер и основатель инженерного корпуса греческой армии». Первый консул Греческого королевства в Османской Македонии.

## Молодость
Теодорос Валлианос родился в Таганроге в 1796 году, в греческой семье. Род Валлианосов происходил из села Ливато́ (Λειβαθώ) острова Кефалиния, одна ветвь которого обосновалась на юге России в конце 18-го века и была занята коммерцией.
Получил начальное образование в Таганроге. Поступил в Военное училище в Санкт-Петербурге, по окончании которого вступил в инженерный батальон при императорском гарнизоне. Был повышен в звание капитана. В 1821 году с началом Греческой революции подал в отставку из российской армии и отправился в восставшую Грецию.

## Греческая революция
Валлианос прибыл в Грецию в апреле 1822 года, с деньгами и грузом оружия и боеприпасов. Это дало ему возможность сформировать и содержать собственный отряд, из земляков кефалонийцев. Валлианос принял участие в разгроме войск Драмали-паши (1822 года), в осаде крепости города Патры (1823 год) а также во Второй обороне Месолонгиона.
В звании капитана, в период 1823—1824 и 1825—1826 годов, командовал артиллерией единственного регулярного корпуса армии.
В прοмежуточный период, в 1824 году, был назначен командиром инженерного корпуса и артиллерии во временной столице Греции, городе Нафплионе.
В 1825 году, по его проекту, мечеть Ага-паши в Нафплионе была перестроена во Временный парламент.
Валлианос построил в Нафплионе казармы, цистерны воды и акведуки, складские здания, мастерские и литейные цеха и достроил разрушенные городские стены. Во многих случаях оплачивал расходы из собственных средств.
В 1826 году принял участие в организации батальона волонтёров из Ионических островов.
В 1827 году, в качестве военного инженера и архитектора, был послан на остров Эгина, для производства работ.
После прибытия в Грецию Иоанна Каподистрии, Валлианос был назначен в январе 1828 года «Гражданским инженером» и продолжал им работать до июля 1829 года, когда в звании майора был назначен командиром батальона, только что созданного корпуса «Офицеров фортификации и архитектуры» и одновременно исполнял обязанности «Инженера Нафплиона».
Имя майора Валлианоса историография косвенным образом упоминает в событиях, связанных с убийством Каподистрии в сентябре 1831 года. Один из убийц Каподистрии, Георгиос Мавромихалис, вломился в дом Валлианоса, ожидая здесь защиты от французского консула:Δ-253. В результате этого эпизода, Валлианос стал свидетелем обвинения на суде, присудившем Г. Мавромихалиса к смерти:Δ-262.
После убийства Каподистрии, Валлианос был повышен в звание подполковника в октябре 1831 года и с апреля 1832 года и до прибытия баварцев в Грецию (январь 1833) в звании полковника инженерных войск был командиром инженерного корпуса и начальником арсенала.

## Греческое королевство
В период 1833—1844 годов Валлианос принадлежал к, так называемой, «русской партии»:401.
В 1833 году Валлианос был назначен регентами молодого короля баварца Оттона председателем военного суда. В том же году был назначен генеральным консулом в столицу Османской Македонии, город Фессалоники, где в качестве греческого дипломата защищал права греческого населения Македонии и Фессалии.
После воссоздания греческого государства в южных греческих землях, борьба греков Македонии, оставшихся вне пределов нового государства, не прекращалась. Тайные контакты Валлианоса с руководителями греческого партизанского движения в Македонии, такими как Цамис Каратассос и Адамантиос Николау, вскоре стали известны османским властям и обстановка для пребывания Валлианоса на посту консула стала неблагоприятной.
Валлианос оставался на посту консула до 1840 года.
В октябре 1841 года он был назначен «Директором судебного департамента военного министерства».
Валлианос принял участие в конституционной революции 1843 года.
В 1852 году получил звание «действительного полковника Генерального штаба» и, одновременно, был отослан в резерв. Окончательно был демобилизован в 1854 году.

## Переводчик и богослов
После своей отставки Валлианос занялся переводом на греческий язык русской художественной литературы и богословских работ. Он также написал ряд собственных богословских работ, самыми важными из которых были: «Диалог о Православии Восточной Кафолической церкви» (1851), «История Русской церкви» (1851). Он также написал театральную драму «Смерть князя Потёмкина» (1850).
Теодорос Валлианос умер в Афинах 8 апреля 1857 года.